# Linia sukcesji do szwedzkiego tronu
Linia sukcesji do szwedzkiego tronu – kolejność dziedziczenia tronu królewskiego Szwecji zgodna z Successionsordningen, Aktem Sukcesji z 1810 roku, przyjętym wspólnie przez Ståndsriksdagen i króla Karola XIII w Örebro.
Obecnie pretendentami do tronu są osoby pochodzące z dynastii Bernadotte. Ze względu na swoje powiązania rodzinne z królową Wielkiej Brytanii, Wiktorią Hanowerską, osoby znajdujące się w linii sukcesji do szwedzkiego tronu zajmują także (odległe) miejsca w linii sukcesji do brytyjskiego tronu.

## Linia sukcesji

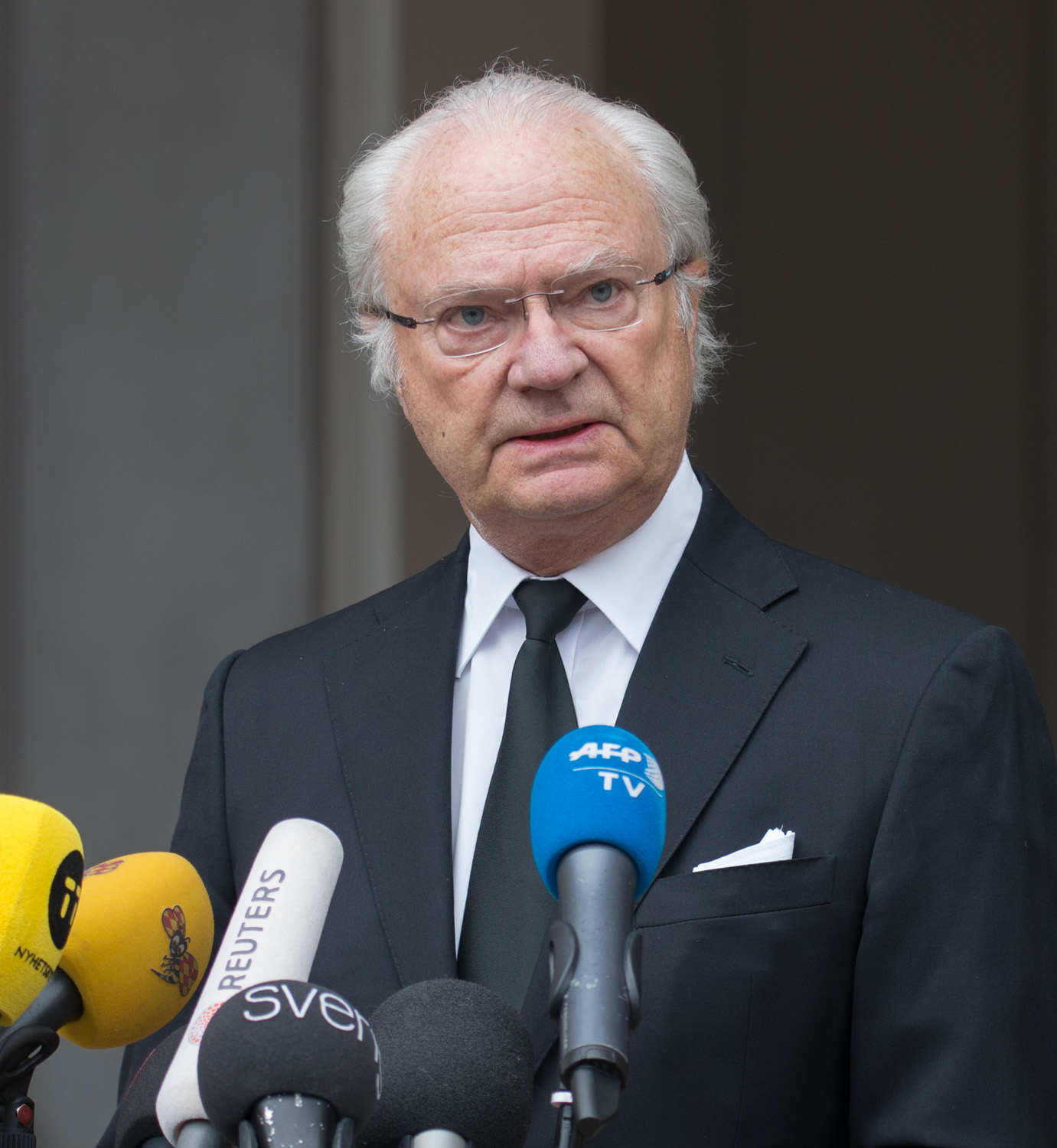
Obecnie panujący król Szwecji, Karol XVI Gustaw (2017)

Od 1 stycznia 1980 roku, na mocy ustawy przyjętej przez Riksdag w roku poprzednim, koronę dziedziczy najstarsze dziecko monarchy, niezależnie od płci. Tym samym Szwecja stała się pierwszym w historii krajem, który wprowadził primogeniturę absolutną. Wcześniej (od 1810 roku) dziedziczyć mogli wyłącznie mężczyźni. Zmiana zasad sukcesji zawierała zapis, który sprawił, że urodzona 3 lata wcześniej księżniczka Wiktoria, pierworodne dziecko króla Karola XVI Gustawa, została automatycznie następczynią tronu w miejsce swojego młodszego brata księcia Karola Filipa.
| Lp. | Imię                                        |  | Data urodzenia                | Rodzice                                                                | Stopień pokrewieństwa z panującym przodkiem          |
| --- | ------------------------------------------- |  | ----------------------------- | ---------------------------------------------------------------------- | ---------------------------------------------------- |
| 1   | Wiktoria Bernadotte Kronprinsessan Victoria |  | 14 lipca 1977 Solna           | Karol XVI Gustaw, król Szwecji (ur. 1946) Sylwia Sommerlath (ur. 1943) | pierwsza córka króla Karola XVI Gustawa              |
| 2   | Stella Bernadotte Prinsessan Estelle        |  | 23 lutego 2012 Solna          | Wiktoria Bernadotte (ur. 1977) Daniel Westling (ur. 1973)              | wnuczka króla Karola XVI Gustawa córka Wiktorii      |
| 3   | Oskar Bernadotte Prins Oscar                |  | 2 marca 2016 Solna            | Wiktoria Bernadotte (ur. 1977) Daniel Westling (ur. 1973)              | wnuk króla Karola XVI Gustawa syn Wiktorii           |
| 4   | Karol Filip Bernadotte Prins Carl Philip    |  | 13 maja 1979 Sztokholm        | Karol XVI Gustaw, król Szwecji (ur. 1946) Sylwia Sommerlath (ur. 1943) | syn króla Karola XVI Gustawa                         |
| 5   | Aleksander Bernadotte Prins Alexander       |  | 19 kwietnia 2016 Danderyd     | Karol Filip Bernadotte (ur. 1979) Zofia Hellqvist (ur. 1984)           | wnuk króla Karola XVI Gustawa syn Karola Filipa      |
| 6   | Gabriel Bernadotte Prins Gabriel            |  | 31 sierpnia 2017 Danderyd     | Karol Filip Bernadotte (ur. 1979) Zofia Hellqvist (ur. 1984)           | wnuk króla Karola XVI Gustawa syn Karola Filipa      |
| 7   | Julian Bernadotte Prins Julian              |  | 26 marca 2021 Danderyd        | Karol Filip Bernadotte (ur. 1979) Zofia Hellqvist (ur. 1984)           | wnuk króla Karola XVI Gustawa syn Karola Filipa      |
| 8   | Ines Bernadotte Prinsessan Ines             |  | 7 lutego 2025 Danderyd        | Karol Filip Bernadotte (ur. 1979) Zofia Hellqvist (ur. 1984)           | wnuczka króla Karola XVI Gustawa córka Karola Filipa |
| 9   | Magdalena Bernadotte Prinsessan Madeleine   |  | 10 czerwca 1982 Drottningholm | Karol XVI Gustaw, król Szwecji (ur. 1946) Sylwia Sommerlath (ur. 1943) | druga córka króla Karola XVI Gustawa                 |
| 10  | Eleonora Bernadotte Prinsessan Leonore      |  | 20 lutego 2014 Nowy Jork      | Magdalena Bernadotte (ur. 1982) Christopher O’Neill (ur. 1974)         | wnuczka króla Karola XVI Gustawa córka Magdaleny     |
| 11  | Mikołaj Bernadotte Prins Nicolas            |  | 15 czerwca 2015 Danderyd      | Magdalena Bernadotte (ur. 1982) Christopher O’Neill (ur. 1974)         | wnuk króla Karola XVI Gustawa syn Magdaleny          |
| 12  | Adrianna Bernadotte Prinsessan Adrienne     |  | 9 marca 2018 Danderyd         | Magdalena Bernadotte (ur. 1982) Christopher O’Neill (ur. 1974)         | wnuczka króla Karola XVI Gustawa córka Magdaleny     |